# Atelier Bow-Wow
Pour les articles homonymes, voir Atelier (homonymie) et Bow Wow (homonymie).

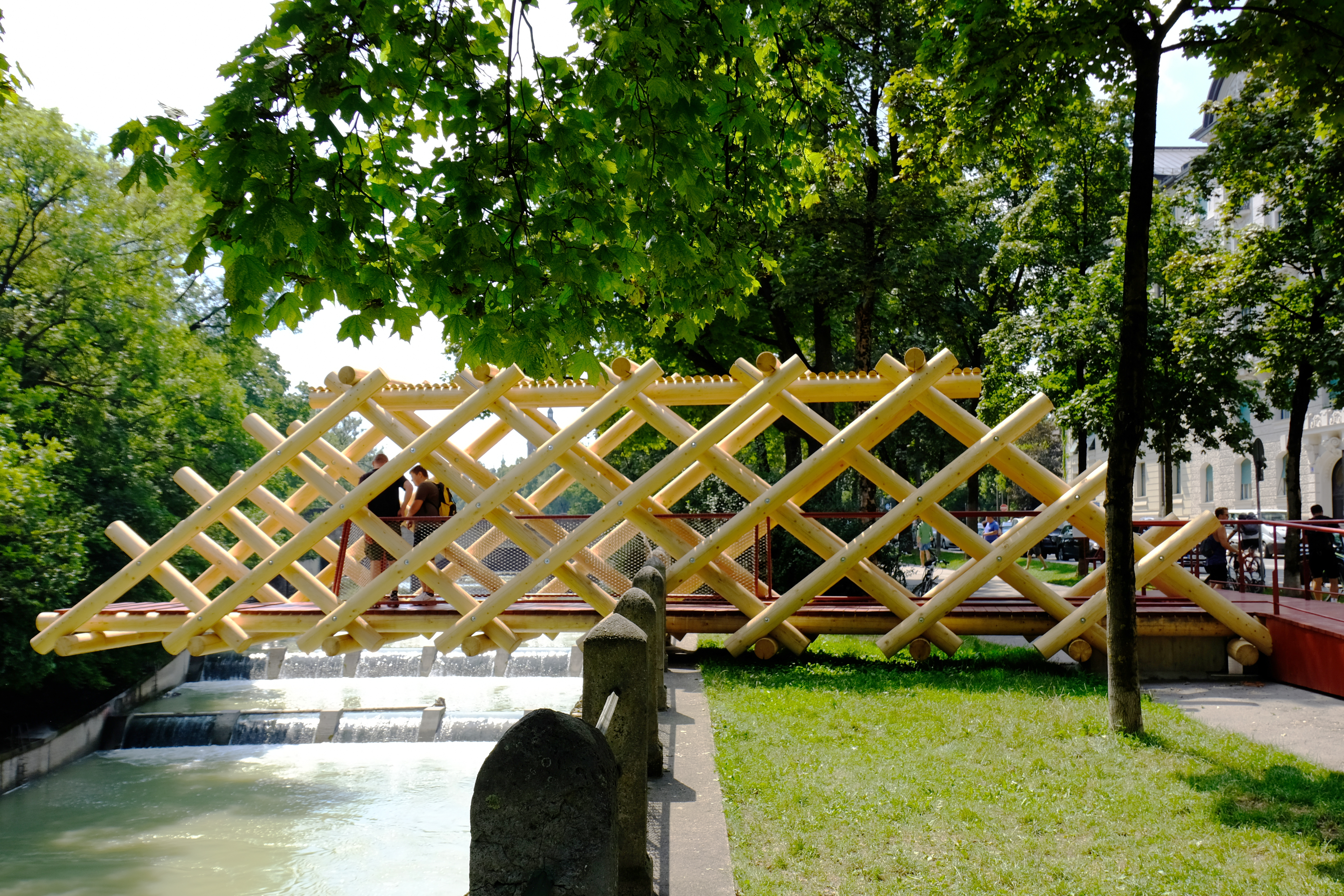
Une partie de l'installation temporaire « Bridge Sprout » du cabinet d'architecture tokyoïte Bow-Wow à Munich, en face de Schwindinsel (2020).

L’atelier Bow-Wow est une agence d’architecture japonaise située à Tokyo, et fondée par Yoshiharu Tsukamoto et Momoyo Kajima en 1992. 

## Biographie

### Yoshiharu Tsukamoto
Yoshiharu Tsukamoto est né en 1965 à Kanagawa au Japon. Il a étudié l’architecture à l’Institut de Technologie de Tokyo et diplômé en 1987, ainsi qu’à l’école d’architecture de Paris-Belleville en 1987-1988, et obtient un doctorat en ingénierie en 1994. Il a été professeur agrégé à l’institut de technologie de Tokyo en 2000, professeur invité par Kenzo Tange en 2003 et 2007 au département d’architecture à Harvard, ainsi que professeur agrégé invité à l’université de Californie. Ce travail de professorat est en parallèle de son travail au sein de son agence. 

### Momoyo Kajima
Momoyo Kajima est née à Tokyo en 1969. Diplômée en sciences domestiques à l’université de la femme en 1991, elle a également étudié l’architecture à l’Institut de Technologie de Tokyo et plusieurs fois diplômées en 1994 et en 1999. Elle a étudié à l’Institut de Technologie de Zurich 1996-1997. Tout comme son associé, elle a enseigné dans plusieurs écoles. En 2000, elle est devenue professeur adjoint et en 2009 professeur agrégé à l’école d’art et de design de l’université de Tsukuba au Japon. Comme Tsukamoto, en 2003, elle a été professeur invité (en tant que critique de conception) dans le département d'architecture d’Harvard.
Entre 2005 et 2007, elle a été professeur invité à Zurich et en 2010, elle a été architecte en résidence à l'Université d'Auckland.

## Théories
L’Atelier Bow-Wow travaille sur des théories qui généreraient des espaces, plusieurs ouvrages documentent ces théories. Elles sont principalement liées à l’urbanisme dense du Japon mais également à la tradition japonaise. Les trois principales sont :

### «Pet Architecture»
« Pet Architecture » est un terme utilisé par l’atelier Bow-Wow pour désigner des petits bâtiments placés sur des parcelles extrêmement petites ou irrégulières en milieu urbain dense, et plus particulièrement à Tokyo. La dénomination de « pet architecture » fait référence aux petits animaux de compagnie que l’on peut transporter partout, grâce à leur petite taille. L’atelier Bow-Wow a réalisé un ouvrage qui répertorie ces micro-bâtiments, en détail.

### «Behaviorology»
« Behaviorology » est un terme désignant la science du comportement. L’atelier Bow-Wow développe ce concept pour leur travail de conception. Pour eux, ce concept peut définir l’expression architecturale à travers la compréhension des relations qui existent entre les individus, le milieu bâti et l’espace urbain. Ils ont également réalisé un ouvrage qui explique leur théorie en la documentant de leurs projets.

### «Post bubble city»
L’atelier Bow-Wow présente dans un ouvrage du même titre 70 projets de maisons qui traitent essentiellement les complexités d’un milieu urbain dense. Pour cela ils divisent l’ouvrage en 12 chapitres : profondeur, forme bâtie, site, petitesse, vue, élément conventionnel, orientation combinée, micro espace public, espace interstitiel, hybride, occupation. Chaque chapitre est composé d’un dialogue entre les architectes qui expliquent la théorie abordée, puis des projets viennent appuyer et confirmer ces théories.

## Quelques projets expliqués

### BMW Guggenheim Lab, 2011
Le BMW Guggenheim Lab est Laboratoire de recherche mobile qui voyagera dans neuf métropoles pendant 6 ans, a raison de 3 cycles de 2 ans. Il y aura en fait trois laboratoires mobiles chacun conçu par un architecte différents, et chaque laboratoire visitera 3 villes. L’atelier Bow-Wow est le premier à commencer le voyage, en commençant par New York, puis Berlin, pour finir à Bombay. « Le thème du premier cycle est « Confronting Comfort », une exploration des notions de confort individuel et de confort collectif, de même que de l’urgence de développer une responsabilité environnementale et sociale. ». « Le laboratoire se veut être d’une part un incubateur d’idées urbaines, d’autre part un centre d’accueil et de rencontre. Il a pour vocation d’animer les échanges tant dans les villes visitées que sur la page web du BMW Guggenheim Lab et les réseaux sociaux. » 
La structure en fibre de carbone est située entre deux bâtiments existants et il est ouvert sur les deux rues aux extrémités. Cette structure comprend également un léger filet noir qui permet d’ouvrir ou fermé l’espace en fonction des différentes activités, ainsi qu’une grande mobilité. Une cabane en bois y est également ajoutée pour offrir une cafétéria ainsi qu’un espace couvert de détente. La structure permet d’y accrocher des éclairages, des écrans, des équipements audio … suspendus, pour les manifestations.

### Droog Townhouse, 2010
Réalisé pour l’agence de design Droog, cette maison sur plusieurs étages entièrement meublé d’objets édité par la marque, est située à Amsterdam. Elle est construite le long d’une façade de maison existante. Plutôt que de réaliser un escalier qui séparerais la maison en deux parties, toute la maison est réalisée grâce à des jeux de niveaux, ou chaque niveau est occupé par une fonction.

### Four boxes gallery, 2009
Ce projet est une galerie dans le parc du collège de Krabbesholm Højskole à Skive, Danemark. Le bâtiment possède 3 étages et est conçu comme quatre boites empilées. Des murs en béton créent 2 boites qui abritent des espaces d’exposition extérieurs, les deux autres boites sont des galeries d’exposition tandis que le troisième étage abrite un atelier pour artistes en résidence.

## Productions architecturales / Projets
La plupart de leurs projets se situent au Japon et principalement à Tokyo, cependant à noter quelques projets à l’étranger. 
2011 	Miyashita Park - Shibuya, Tokyo, Japon
2010 	Beach House - Chiba, Japon
2010 	Split Machiya - Shinjuku, Tokyo, Japon
2010 	Global Center - Nagakute-cho, Aichi, Japon
2010 	Tower Machiya - Shinjuku, Tokyo, Japan
2009 	Four Boxes Gallery - Skive, Danemark
2008 	Mountain House 
2008 	Bokutei - Sumida-ku, Tokyo, Japon
2008 	Tread Machiya - Meguroku, Tokyo, Japon
2008 	Machiya Guesthouse - Kanazawa, Ishikawa, Japon
2008 	Pony Garden  - Sagamihara, Kanagawa, Japon
2008 	Ikushima Library - Kokubunji, Tokyo, Japon
2008 	Double Chimney - Karuizawa, Nagano, Japon
2008 	nLDK Deformation  - ikawa-shi, Chiba, Japon
2008 	Sway House - Setagaya-ku, Tokyo, Japon
2007 	House Crane - Karuizawa, Nagano, Japon
2006 	Nora House - Senndai, Japon
2006 	Yao Tong House / Thianjin Housing Project - Tianjin, China
2006 	Mado Building  - Setagaya, Tokyo, Japon
2006 	House Tower - Shinagawa-ku, Tokyo, Japon
2005 	Three Houses in One House - Zurich, Suisse
2005 	Mini Häuser in München - Münich, Allemagne
2005 	House & Atelier Bow-Wow - Shinjuku-ku, Tokyo
2005 	Dog Chair  
2005 	Hakuban Sou - Tsukuba, Ibaraki
2005 	Casa Granturismo  - Silves, Portugal
2005 	Towada Art Center - Towada, Aomori, Japon
2005 	Gaku House - Setagaya-ku, Tokyo, Japon
2005 	Aco House - Setagaya-ku, Tokyo
2005 	"Hanamidori" Cultural Center - Midorimachi, Tachikawa, Tokyo, Japon
2005 	A Project - Tokyo, Japon
2005 	Juicy House - Setagaya-ku, Tokyo, Japon
2005 	Loco House - Hachiouji, Tokyo
2004 	Tokyo House "Flag" – Tokyo, Japon
2004 	Takahashi Clinic- Higashiurawa, Midori-ku, Saitama, Japon
2004 	Black Dog House - Karuizawa-cho, Nagano, Japon
2004 	Izu House - Nishiizu, Shizuoka, Japon
2004 	Kus House - Setagaya, Tokyo, Japon
2003  	Jig - Funabashi, Chiba, Japon
2003  	Gae House - Setagaya-ku, Tokyo, Japon
2002 	Atami Recycle Project 
2002 	Kobe Piazza Italia - Kobe, Hyogo, Japon
2002  	Manga Pod  
2002  	Shallow House - Shinjuku-ku, Tokyo, Japon
2002  	Kadoya 315 - Nerima-ku, Tokyo, Japon
2002  	D.a.S House - Mitaka, Tokyo, Japon
2002  	Log Saiko - Ashiwada, Minamitsuru-gun, Yamanashi, Japon
2001 	Living Field - Ushiku, Ibaraki, Japon
2001  	Third Building - Chiyoda-ku, Tokyo, Japon
2001  	House Saiko - Ashiwada, Minamitsuru-gun, Yamanashi, Japon
2000  	House Asama  - Karuizawa, Kitasaku-gun, Nagano, Japon
2000  	Discreet 
2000 	Eight & Half  Atelier - Sarugaku-cho, Shibuya-ku, Tokyo, Japon
2000   	Moth House - Miyota, Kitasaku-gun, Nagano, Japon
2000  	Moca house - Nakano-ku, Tokyo, Japon
1999  	Kawanishi Camping Cottage B - Kawanishi, Nakauonuma-gun, Niigata, Japon
1999    Mini House - Nerima-ku, Tokyo, Japon
1998 	Eight & Half  Aoyama - Minami Aoyama, Minato-ku, Tokyo, Japon
1998  	Kusasenri Toillet - Aso, Kumamoto, Japon
1998  	Ani House - Chiagasaki, Kanagawa, Japon
1996 	Eight & Half  Daikan-yama - Sarugaku-cho, Shibuya-ku, Tokyo, Japon
1995 	Eco-System Apartment 
1995    Hasune World Apartment - Itabashi-ku, Tokyo, Japon
1994 	Public Kitchen Operation
1994 	House without Depth
1993 	Articulatior's House
1992  	Kiosk for vegitables
1990    PALETTE (Tsukamoto) - Karita-gun, Miyagi, Japon

## Productions Artistiques / Expositions
- 1996 : Made in Tokyo, Tokyo (Ikebukuro Metropolitan Plaza, Tokyo)
- 2000 : 30 House Plots by 30 architects in their 30's (OZONE gallery, Tokyo, Japan)
- 2000 : Towards Totalscape (Nai: Rotterdam, Netherland)
- 2000 : 10 City Profiles from 10 Young Architects (Gallery MA, Tokyo, Japan)
- 2000 : Minihauser in Japan (Munich, Allemagne)
- 2000 : Pet Architecture (Gallery MA, Tokyo)
- 2001 : Japanese Avant-Garde/Reality Projection, 16 Young Japanese Architects (RIBA, London, England)
- 2001 : My Home Is Yours. Your Home Is Mine. (Opera City Gallery, Tokyo, Japan)
- 2001 : Batofar Cherche Tokyo (Paris, France)
- 2001 : Les Plus Petites Maisons per Atelier Bow-Wow (IFA, Paris, France)
- 2001 : Mutations (TN Probe, Tokyo)
- 2001 : Pet Architecture Tonchiki House (Yokohama Triennale 2001, Kanagawa)
- 2002 : the 2nd Fukuoka Asian Art Triennale (Fukuoka, Japan)
- 2002 : Architecture of Tomorrow (Gallery MA, Tokyo, Japan)
- 2002 : Small is OK (Centre d'art contemporain kunsthalle, Fribourg)
- 2002 : the 4th Gwangju Biennale (Gwangju, Korea)
- 2002 : Archilab 2002 (Archilab, Orléans, France)
- 2002 : Archilab 2002 (de Singel: Antwerp, Belgium)
- 2002 : Furnicycle (Shanghai Biennale 2002, Shanghai Art Museum)
- 2002 : Made in Tokyo in Oslo (Gallery ROM, Oslo, Norvège)
- 2002 : Under Construction (Tokyo Opera City, Japan Fundation Gallery)
- 2003 : How latitude becomes form (Walker Art Center)
- 2003 : Pet Architecture Guide Book Museum (50e Biennale de Venise)
- 2003 : White Limousine Yatai (Echigo Tsumaari Art Triennale 2003, Niigata)
- 2004 : Kotatsu Pavilion (Roppongi Crossing : Mori Art Center, Tokyo, Japan)
- 2004 : House of Weed (Cafe in Mito, Ibaraki)
- 2004 : How to Use the City (Kirin Plaza Osaka)
- 2004 : Lydmar Hotel 617 (Stockholm, Suède)
- 2004 : Uyeda Makoto's "Scene of Editing" (Architecture Institute of Japan Museum Gallery, Tokyo)
- 2004 : Yatominn (Wi-CAN Project, Sakura, Chiba)
- 2005 : Jumbo Origamic Arch Orange (Kobe Art Village Center, Hyogo)
- 2005 : Jumbo Origamic Arch White (Jakarta, Indonesia , Pescara, Italy)
- 2005 : Mediapod (TITLE, Apr. 2005, Bungeishunju)
- 2005 : Sing & Swing (Taiwan Design Expo 2005)
- 2005 : Snoopy Life Design (Tokyo International Forum)
- 2005 : The Third Osaka Art Kaleidoscope (Centre d’art contemporain d’Osaka)
- 2005 : Urban Globe (Extreme Eurasia, Spiral Hall, Tokyo)
- 2005 : Yokohama Triennale 2005 (Yamashita Pier, Yokohama, Kanagawa)
- 2006 : Berlin Tokyo (Nouveau musée national de Berlin)
- 2006 : Dynamicity (Nai Rotterdam, the Natherlands)
- 2006 : Monkey Way (The 27th Sao Paulo Biennale)
- 2006 : School Wheel (Bussan Biennale 2006)
- 2008 : Alpinizm（Genève）
- 2008 : Furnivehicle（Biennale de Venise 2008）
- 2008 : Info Pod (Cafe in Mito, Ibaraki, Japan)
- 2008 : Life Tunnel (The Hayward, London)
- 2008 : Rockscape（Liverpool Biennale)
- 2009 : KRAZY! exhibition space（Japan Society, NewYork
- 2009 : Linz Super Branch （OK Offenes Kulturhaus Oberoesterreich, Linz）
- 2009 : Small Case Study House (The Gallery at REDCAT, Los Angeles）
- 2010 : House Behaviorology（12e biennale de Venise)
- 2010 : Rendezvous（Musée national d’art moderne, Tokyo）
- 2010 : Skyscraper Bookshelf（Centre pour l’art contemporain Luigi Pecci, Prato）
- 2011 : Linz Super Branch （OK Offenes Kulturhaus Oberoesterreich, Linz）

## Publications
- 2001 : Broken Paris, ed. Batofar
- 2001 : Les Plus Petites Maisons (Atelier Bow-Wow)
- 2001 : Made in Tokyo, ed. Kajima Institute
- 2001 : Pet Architecture Guidebook, ed. World Photo Press
- 2003 : Chiisana Ie no Kizuki (Tsukamoto, Okokusha)
- 2004 : Contemporary House Studies, ed. INAX
- 2006 : Bow-Wow from POST BUBBLE CITY, ed. INAX
- 2007 : Graphic Anatomy Atelier Bow-Wow, ed. TOTO
- 2007 : Walking with Atelier Bow-Wow Kanazawa Machiya Metabolism (21st Century Museum of Contemporary Art,  Kanazawa)
- 2009 : Echo of Space/Space of Echo, ed. INAX
- 2010 : Behaviorology, éd. Rizzoli